# Rotaliatinopsis
Rotaliatinopsis es un género de foraminífero bentónico de la subfamilia Gyroidinoidinae, de la familia Gavelinellidae, de la superfamilia Chilostomelloidea, del suborden Rotaliina y del orden Rotaliida. Su especie tipo es Pulleniatina? semiinvoluta. Su rango cronoestratigráfico abarca desde el Plaisanciense (Plioceno) hasta el Pleistoceno.

## Clasificación
Rotaliatinopsis incluye a la siguiente especie:
- Rotaliatinopsis semiinvoluta †